# Hoyte van Hoytema
Hoyte van Hoytema (phát âm tiếng Hà Lan: [ˌɦɔi̯tə vɑn ˈɦɔi̯təma]; sinh ngày 4 tháng 10 năm 1971) là một nhà quay phim người Thụy Điển gốc Hà Lan sinh ra tại Thuỵ Sĩ. Các tác phẩm của ông bao gồm Let the Right One In (2008), Võ sĩ (2010), Tinker Tailor Soldier Spy (2011), Her (2013), phim điện ảnh James Bond Spectre (2015) và Giải mã bí ẩn Ngân Hà (2019). Van Hoytema cũng được biết đến với những lần hợp tác cùng đạo diễn Christopher Nolan qua các dự án Hố đen tử thần (2014), Cuộc di tản Dunkirk (2017) và Tenet (2020). Các tác phẩm của ông được đánh giá cao bởi cả giới phê bình điện ảnh lẫn khán giả, mang về cho ông nhiều giải thưởng, bao gồm một đề cử giải Oscar và ba đề cử giải BAFTA cho Quay phim xuất sắc nhất.

## Sự nghiệp
Van Hoytema đã quay một số phim điện ảnh, phim tài liệu và phim truyền hình thành công. Những lần hợp tác của ông với các đạo diễn Mikael Marcimain, Tomas Alfredson và Christopher Nolan được giới phê bình đánh giá cao và mang về cho ông nhiều giải thưởng quốc gia và quốc tế. Ông là thành viên của Hiệp hội các nhà quay phim Hoa Kỳ, Hiệp hội các nhà quay phim Thụy Điển và Hiệp hội các nhà quay phim Hà Lan.

## Đời tư
Van Hoytema sinh ra với cha mẹ là người Hà Lan ở Horgen, Zürich, Thụy Sĩ. Về quốc tịch của mình, Hoytema cho biết "Tôi không thực sự gắn kết với Thụy Sĩ, tôi chỉ sinh ra ở đó, thế thôi. Bố mẹ tôi ở đó trong quãng thời gian rất ngắn. Họ đều đến từ Hà Lan. Tôi là người Hà Lan, nhưng đã hơn 20 năm kể từ khi tôi ở Hà Lan. Những điều quan trọng trong sự nghiệp của tôi đều diễn ra ở Thụy Điển. Tôi có một người vợ Thụy Điển và một cô con gái Thụy Điển, và tôi cảm thấy như được Thụy Điển nhận làm con nuôi. Tôi cảm thấy gắn bó nhất với Thụy Điển."